# Ronnie Scott's Jazz Club

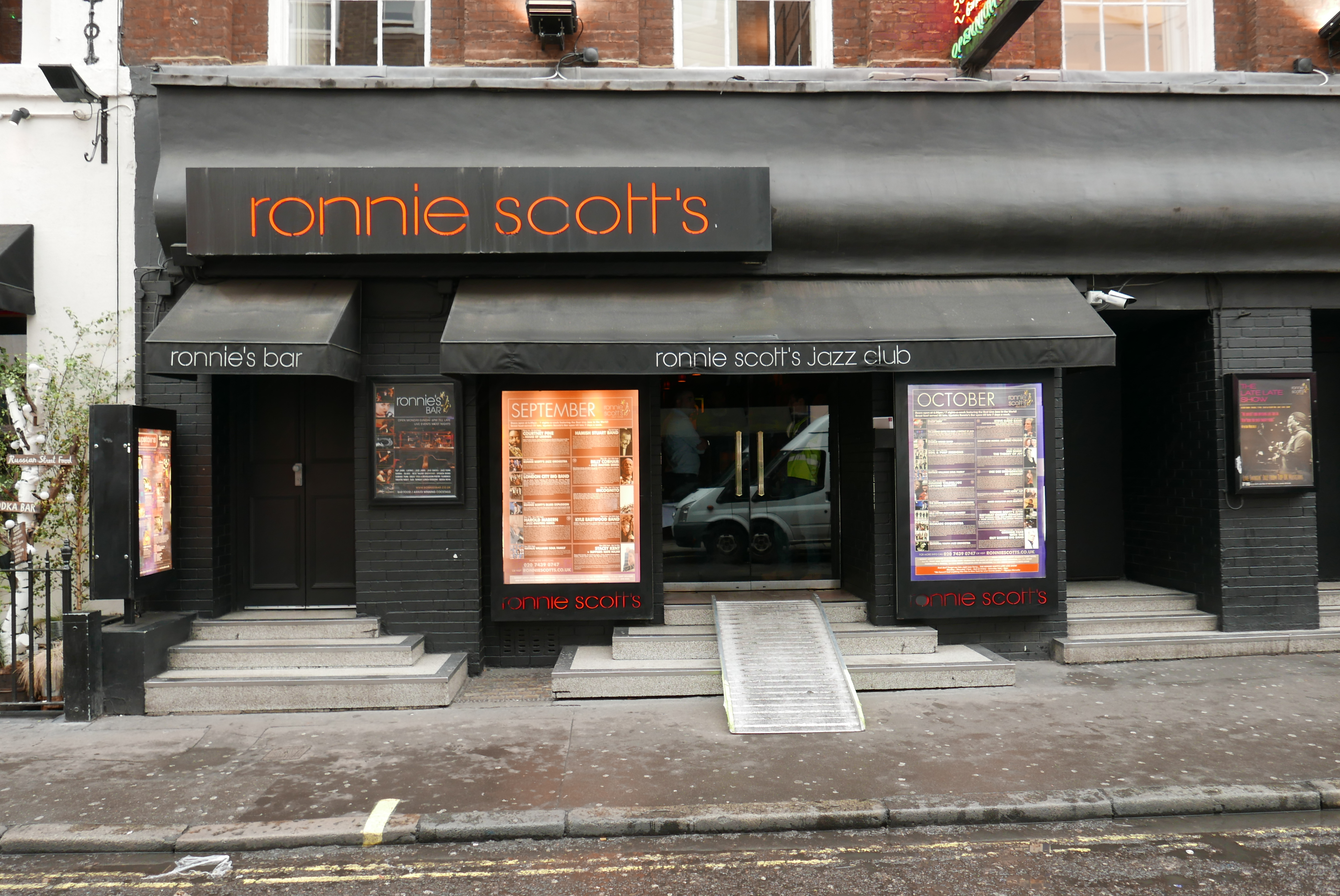

Ronnie Scott's Jazz Club är en legendarisk jazzklubb i London. Den grundades av  tenorsaxofonisterna Ronnie Scott och Peter King och öppnade 30 oktober 1959 i en källarlokal på Gerrard Street i stadsdelen Soho. Sex år senare flyttade den till en större lokal på 47 Frith Street där den fortfarande ligger.
Berömdheter som Miles Davis, Thelonious Monk, Ella Fitzgerald, Zoot Sims, Art Blakey, Stan Getz och Duke Ellington har uppträtt på Ronnie Scott’s. Två dagar före sin död i september 1970 gjorde Jimi Hendrix ett sista liveframträdande här.
Efter Ronnie Scotts död 1996 fortsatte Peter King att driva klubben till 2005 då den såldes till
teaterimpressario
Sally Greene.
År 2009 utsågs Ronnie Scott's till en av de viktigaste scenerna i Storbritanniens jazzhistoria.